# 迪什-塞普特·罗萨杜州长市
迪什-塞普特·罗萨杜州长市是巴西北大河州的一个市镇。总面积1129.356平方公里，总人口12751人，人口密度11.3人/平方公里。